# George Sprague Myers
Pour les articles homonymes, voir Myers.
George Sprague Myers est un ichtyologiste et un herpétologiste américain, né le 2 février 1905 à Jersey City (New Jersey) et mort le 4 novembre 1985 à Scotts Valley, près de Santa Cruz (Californie).

## Biographie
Très tôt passionné par les poissons d’aquarium, il fait paraître son premier article à 15 ans. Il visite régulièrement au Muséum américain d'histoire naturelle de New York. Son intérêt est soutenu par divers scientifiques de cette institution comme John Treadwell Nichols (1883-1958), Charles Marcus Breder, Jr. (1897-1983), Karl Patterson Schmidt (1890-1957), John Tee-Van (1897-1967) et surtout Gladwyn Kingsley Noble (1894-1940) qui l’invite à participer à des sorties sur le terrain afin de récolter des grenouilles.
Passant beaucoup de temps comme bénévole dans le muséum (1922-1924), il néglige ses études et n’est jamais diplômé. Carl H. Eigenmann (1863-1927) découvre sa situation et l’invite à rejoindre l’université de l'Indiana pour y étudier et devenir son assistant. Il l’initie notamment à la taxinomie des poissons d’eau douce d’Amérique du Sud. Il est ensuite invité par le propre maître d’Eigenmann, le grand ichtyologiste David Starr Jordan (1851-1931) à l’université Stanford (1926). Il y reçoit son Bachelor of Arts en 1930 et son Master of Arts l’année suivante. Il obtient un titre de docteur avec une thèse sur les poissons Cyprinodontiformes d’Afrique (1933) : The Classification of the African Cyprinodont Fishes, with a Discussion of the Geographical Distribution of the Cyprinodontidae of the World. Il fréquente alors de nombreux zoologistes comme John Otterbein Snyder (1867-1943), Edwin Chapin Starks (1867-1932), Harold Heath (1868-1951), Gordon Floyd Ferris (1893-1958) et Albert William Christian Theodore Herre (1868-1962).
Après avoir été nommé conservateur assistant des poissons au National Museum of Natural History de Washington, Myers devient professeur associé à l’université Stanford et conservateur en chef des collections de zoologie (1936).
Durant la Seconde Guerre mondiale, il obtient un poste au Brésil au Musée national du Brésil (1942-1944), financé par le Committee for Inter-American Artistic and Intellectual Relations, une agence gouvernementale chargée du développement des relations entre l’Amérique du Sud et les États-Unis. Il fait paraître plusieurs publications avec Antenor Leitão de Carvalho (1910-1985).
Myers est l’auteur de plus de 600 publications, la moitié en ichtyologie. Avec William Thornton Innes (1874-1969), il dirige The Aquarium (1932-1960). Il est le fondateur et l’éditeur du Stanford Ichthyological Bulletin (1938-1967). Son activité de pédagogue à Stanford est importante et renommée. Il forme notamment Angel Chua Alcala (1929-), Steven Clement Anderson (1936-), Walter Creighton Brown (1913-), Frank Samuel Cliff (1928-), Alan Edward Leviton (1930-), Thomas Paul Maslin (1909-1984) et Jay Mathers Savage (1928-). Myers est membre de diverses sociétés savantes dont la Société américaine des ichtyologistes et des herpétologistes (qu’il préside de 1949 à 1951), de la California Academy of Sciences, membre correspondant de la Zoological Society of London. Il reçoit la médaille d’argent de la Société national d'acclimatation de France en 1936.

## Sources
- Kraig Adler (1989). Contributions to the History of Herpetology, Society for the study of amphibians and reptiles : 202 p.  (ISBN 0-916984-19-2)
- (en) Smithsonian Institution Archives